# Dybowo (Cierpice)
Dybowo – przysiółek wsi Cierpice, położony w Polsce w województwie kujawsko-pomorskim, w powiecie toruńskim, w gminie Wielka Nieszawka, w sołectwie Cierpice.
W latach 1975–1998 miejscowość administracyjnie należała do województwa toruńskiego.
Miejscowość leży przy drodze krajowej 10.